# Goldie Hawn
Goldie Jeanne Hawn (ur. 21 listopada 1945 w Waszyngtonie) – amerykańska aktorka. Laureatka Oscara dla najlepszej aktorki drugoplanowej i Złotego Globu dla najlepszej aktorki drugoplanowej za występ w komedii Kwiat kaktusa (1969).
4 maja 2017 odsłoniła własną gwiazdę w Alei Gwiazd w Los Angeles znajdującą się przy 6201 Hollywood Boulevard.

## Życiorys

### Wczesne lata
Urodziła się w Waszyngtonie jako córka Laury (z domu Steinhoff) i Edwarda Rutledge’a Hawna. Jej matka była córką emigrantów żydowskich z Węgier, prowadziła sklep jubilerski i szkołę tańca. Jej ojciec był potomkiem Edwarda Rutledge’a, delegata Karoliny Południowej na Kongresie Kontynentalnym w Filadelfii, miał pochodzenie niemieckie i angielskie, wyznawał prezbiterianizm, a z zawodu był muzykiem i dyrygentem. Została nazwana na cześć ciotki swojej matki. Jej starszy brat,  Edward Jr. (ur. 1937), zmarł w swoim łóżeczku w wieku 4 tygodni. Dorastała w Takoma Park, w stanie Maryland ze starszą siostrą Florence Patricię „Patti” (ur. 24 marca 1938). Wychowała się w wierze żydowskiej. Od trzeciego roku życia brała lekcje baletu i stepowania. W 1955 tańczyła z Ballet Russe de Monte Carlo w inscenizacji Dziadka do orzechów. W 1964 była Julią w Romeo i Julii w wykonaniu Virginia Stage Company w Williamsburgu w Wirginii.
W 1964 ukończyła Montgomery Blair High School, prowadziła i uczyła w szkole baletowej, porzuciwszy studia na Uniwersytecie Amerykańskim, gdzie specjalizowała się w teatrze. Profesjonalną karierę rozpoczęła jako tancerka kankana przy Texas Pavilion w Nowym Jorku. Rok później zaczęła pracować jako profesjonalna tancerka i tańczyła w klubie go–go w Nowym Jorku, a następnie w Peppermint Box w New Jersey i Las Vegas.

### Kariera
W 1966 zaczęła występować w chórkach w takich musicalach jak Pocałuj mnie, Kasiu (Kiss Me, Kate), Faceci i babki (Guys and Dolls) i Przyjaciel (The Boyfriend). Potem przeniosła się do Kalifornii, gdzie zobaczył ją agent gdy tańczyła w programie CBS Andy Griffith Special (1967) i obsadził ją w roli Sandy Kramer w sitcomie CBS Dzień dobry, świecie (Good Morning, World, 1967–1968). Na kinowym ekranie zadebiutowała jako chichocząca dziewczyna w komedii Jedyna oryginalna orkiestra rodzinna (The One and Only, Genuine, Original Family Band, 1968) z Walterem Brennanem. Regularnie występowała w programie rozrywkowym NBC Rowans & Martin’s Laugh-In (1968–1970), zdobywając dwie nominacje do nagrody Emmy (1969, 1970). Gościła w komediowej serii muzycznej ABC To jest życie (That’s Life, 1969) – pt. „Seks i żonaty mężczyzna” („Sex and the Married Man”). W dramacie sensacyjnym Być może szukałeś (The Sidehackers, 1969) o wyścigach motocyklowych pojawiła się jako widz. Kreacja 21–letniej Toni Simmons, która próbuje popełnić samobójstwo, dziewczyny stomatologa Winstona (Walter Matthau) w komedii romantycznej Gene’a Saksa Kwiat kaktusa (Cactus Flower, 1969) z Ingrid Bergman przyniosła jej Oscara i Złoty Glob.
Po zdobyciu Oscara jej kariera ekranowa nabrała rozpędu. W brytyjskiej komedii romantycznej Dziewczyna inna niż wszystkie (There’s a Girl in My Soup, 1970) z komikiem Peterem Sellersem zagrała postać Marion, rozsądnej 19–letniej hipiski, która zerwała ze swoim chłopakiem, muzykiem rockowym (Nicky Henson). Wzięła udział w szeregu udanych produkcjach, w tym Dolary ($, 1971) Richarda Brooksa jako prostytutka Dawn Divine, Sugarland Express (1974) Stevena Spielberga i Dziewczyna z Pietrowki (The Girl from Petrovka, 1974) Roberta Ellisa Millera. Była nominowana do Złotego Globu dla najlepszej aktorki w filmie komediowym lub musicalu za rolę Jill w komedii romantycznej Motyle są wolne (Butterflies Are Free, 1972), jako jedna z klientek wziętego hollywoodzkiego fryzjera (Warren Beatty) w komedii romantycznej Hala Ashby’ego Szampon (Shampoo, 1975), jako panienka lekkich obyczajów Amanda „Księżna” Quaid w westernie komediowym Melvina Franka Księżna i Błotny Lis (The Duchess and the Dirtwater Fox, 1976) u boku George’a Segala, za rolę nieśmiałej bibliotekarki Glorii Mundy w komedii kryminalnej Colina Higginsa Nieczyste zagranie (Foul Play, 1978) u boku Chevy’ego Chase’a, jako Paula McCullen w komediodramacie Normana Jewisona Najlepsi przyjaciele (Best Friends, 1982), gdzie z Burtem Reynoldsem tworzyła parę scenarzystów, których długoletni związek nie wytrzymuje próby małżeństwa, oraz za rolę Suzette w komediodramacie Siostrzyczki (The Banger Sisters, 2002), gdzie wspólnie z Susan Sarandon stworzyła parę dawnych przyjaciółek i rockowych groupie.

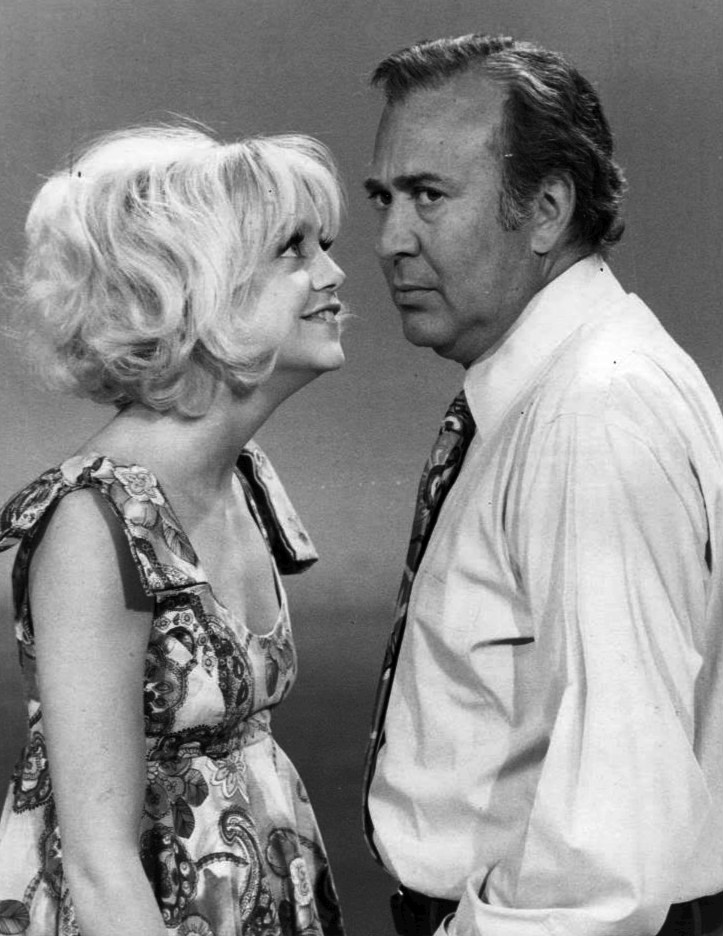
Hawn i Carl Reiner w programie telewizyjnym Rowans & Martin’s Laugh-In (1970)

Wspólnie z Lizą Minnelli była gwiazdą programu CBS Goldie i Liza razem (Goldie and Liza Together, 1980), gdzie tańczyła, śpiewała i bawiła publiczność dowcipami, zdobywając nominację do nagrody Emmy. Za kreację 28-letniej Judy Benjamin, która zaciąga się do wojska i trafia do kompanii „Alfa” dowodzonej przez kobietę w komedii Howarda Zieffa Szeregowiec Benjamin (Private Benjamin, 1980) była nominowana do Oscara dla najlepszej aktorki pierwszoplanowej, Złotego Globu i nagrody Stowarzyszenia Nowojorskich Krytyków Filmowych.
Wciąż była bohaterką w popularnych produkcjach, w tym w komedii Herbertem Rossem Protokół (Protocol, 1984), komedii sportowej Michaela Ritchiego Dzikie koty (Wildcats, 1986) i komedii sensacyjnej Ptaszek na uwięzi (Bird on a Wire, 1990) z Melem Gibsonem. W czarnej komedii Roberta Zemeckisa Ze śmiercią jej do twarzy (1992) z Bruce’em Willisem i Meryl Streep wcieliła się w postać Helen Sharp, zjadliwej rudej harpie o świdrującym spojrzeniu, rozbuchanym libido, pogrążoną w apatii i maniakalnych marzeniach o pozbyciu się znienawidzonej eks–przyjaciółki.
W 1992 przerwała karierę, by opiekować się chorą matką. Powróciła na ekran w roli Elise Eliot–Atchison, byłej aktorki, niegdyś zdobywczyni Oscara, obecnie alkoholiczka i nałogowa palaczka, która została zdegradowana do filmów klasy B w komedii Hugh Wilsona Zmowa pierwszych żon (The First Wives Club, 1996) z Bette Midler i Diane Keaton; za rolę odebrała nagrodę Blockbuster Entertainment i została nagrodzona National Board of Review. Rola Mony Morris w komedii romantycznej Romanssidło (Town & Country, 2001) z Diane Keaton i postać Lindy Middleton w komedii Jonathana Lewine’a Babskie wakacje (Snatched, 2017) z Amy Schumer przyniosła jej nominację do Złotej Maliny dla najgorszej aktorki drugoplanowej.

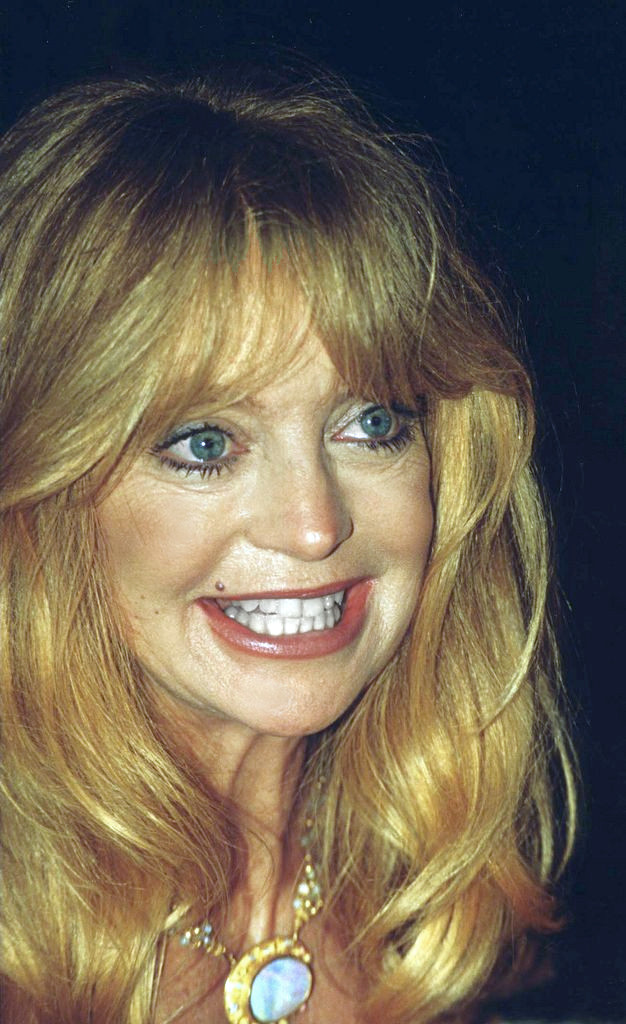
Hawn (2019)

W 2005 ukazała się jej autobiografia pt. A Lotus Grows in the Mud.
Była na okładkach magazynów takich jak „People”, „Vogue” (19 sierpnia 1969), „Playgirl” (listopad 1980), „Bravo” (16 grudnia 1981), „Cosmopolitan” (luty 1982), „TV Guide” (8 maja 1982), „Interview” (kwiecień 1984), „Playboy” (luty 1985), „Ekran” (18 lutego 1990), „Vanity Fair” (marzec 1992), „InStyle” (sierpień 1996) i „Time”  (7 października 1996).

## Życie prywatne
16 maja 1969 w Honolulu zawarła związek małżeński z tancerzem i reżyserem Gusem Trikonisem, który pojawił się jako Shark w West Side Story. Rozstali się 9 kwietnia 1973, a 1 maja 1976 doszło do rozwodu. Spotykała się z kaskaderem Tedem Grossmanem (1973), szwedzkim aktorem Bruno Wintzellem (1973–1975) i włoskim aktorem Franco Nero (1975). 3 lipca 1976 w Takoma Park w Maryland wyszła za mąż za muzyka Billa Hudsona, z którym ma dwoje dzieci: Olivera (ur. 7 września 1976) i Kate (ur. 19 kwietnia 1979). Rozwiedli się 19 marca 1982.  
W latach 1980–1981 Hawn miała romans z francuskim aktorem Yvesem Rénierem (1980–1981).
W 1983 na planie melodramatu Jonathana Demmego Szybka zmiana (Swing Shift) o konfliktach wśród załogi fabrycznej poznała aktora Kurta Russella, z którym się związała i mają syna Wyatta Russella (ur. 10 lipca 1986). Wspólnie z Russellem zagrała jeszcze w komedii Dama za burtą (Overboard, 1987) oraz filmach Netflixa Kronika świąteczna (The Christmas Chronicles, 2018) i Kronika świąteczna 2 (The Christmas Chronicles 2, 2020).

## Filmografia

### Filmy fabularne
- 1968: Jedyna oryginalna orkiestra rodzinna (The One and Only, Genuine, Original Family Band) jako Giggly Girl
- 1969: Kwiat kaktusa (Cactus Flower) jako Toni Simmons
- 1970: Dziewczyna inna niż wszystkie (There’s a Girl in My Soup) jako Marion
- 1971: Dolary ($) jako Dawn Divine
- 1972: Motyle są wolne (Butterflies Are Free) jako Jill
- 1974: Sugarland Express (The Sugarland Express) jako Lou Jean Poplin
- 1974: Dziewczyna z Pietrowki (The Girl from Petrovka) jako Oxtvarina
- 1975: Szampon (Shampoo) jako Jill
- 1976: The Duchess and the Dirtwater Fox jako Amanda Quaid
- 1978: Nieczyste zagranie (Foul Play) jako Gloria Mundy
- 1979: Podróże z Anitą (Viaggio con Anita) jako Anita
- 1980: Szeregowiec Benjamin (Private Benjamin) jako Judy Benjamin
- 1980: Jak za dawnych, dobrych czasów (Seems Like Old Times) jako Glenda
- 1982: Najlepsi przyjaciele (Best Friends) jako Paula McCullen
- 1984: Szybka zmiana (Swing Shift) jako Kay
- 1984: Protokół (Protocol) jako Sunny Davis
- 1986: Dzikie koty (Wildcats) jako Molly McGrath
- 1987: Dama za burtą (Overboard) jako Joanna Stayton/Annie Proffitt
- 1990: Ptaszek na uwięzi (Bird on a Wire) jako Marianne Graves
- 1991: Oszukana (Deceived) jako Adrienne Saunders
- 1992: Dzika lokatorka (HouseSitter) jako Gwen Phillips
- 1992: Ze śmiercią jej do twarzy (Death Becomes Her) jako Helen Sharp
- 1992: Przeciwności (CrissCross) jako Tracy Cross
- 1996: Wszyscy mówią: kocham cię (Everyone Says I Love You) jako Steffi
- 1996: Zmowa pierwszych żon (The First Wives Club) jako Elise Eliot Atchinson
- 1999: Nowi miastowi (The Out Of Towners) jako Gwen Kellerman
- 2001: Romanssidło (Town & Country) jako Mona
- 2002: Siostrzyczki (The Banger Sisters) jako Suzette
- 2017: Babskie wakacje (Snatched) jako Linda Middleton
- 2018: Kronika świąteczna (The Christmas Chronicles) jako pani Mikołajowa
- 2020: Kronika świąteczna 2 (The Christmas Chronicles 2) jako pani Mikołajowa

### Seriale telewizyjne
- 1967–1968: Good Morning, World jako Sandy Kramer
- 1968–1970: Rowan & Martin’s Laugh-In

### Reżyser
- 1997: Nadzieja (Hope)

### Producent wykonawczy
- 1980: Szeregowiec Benjamin (Private Benjamin)
- 1984: Protokół (Protocol)
- 1986: Dzikie koty (Wildcats)
- 1990: Moje błękitne niebo (My Blue Heaven)
- 1995: Miłosna rozgrywka (Something to Talk About)
- 1997: Nadzieja (Hope)
- 2001: Kiedy Bille pokonała Bobby’ego (When Billie Beat Bobby)
- 2002: The Matthew Shepard Story

## Nagrody
| Rok  | Nagroda                         | Kategoria                      | Film                        |
| ---- | ------------------------------- | ------------------------------ | --------------------------- |
| 1970 | Złoty Glob                      | Najlepsza aktorka drugoplanowa | Kwiat kaktusa (1969)        |
| 1970 | Oscar                           | Najlepsza aktorka drugoplanowa | Kwiat kaktusa (1969)        |
| 1970 | David di Donatello              | Nagroda specjalna              | Kwiat kaktusa (1969)        |
| 1981 | People’s Choice Award           | Ulubiona aktorka filmowa       | –                           |
| 1997 | National Board of Review        | Najlepszy występ zespołowy     | Zmowa pierwszych żon (1996) |
| 1997 | Blockbuster Entertainment Award | Ulubiona aktorka komediowa     | Zmowa pierwszych żon (1996) |
| 1999 | Bambi                           | Najlepszy występ               | Nowi miastowi (1999)        |